# Pułk Konny im. Maksyma Żeleźniaka
1 pułk konny im. Maksyma Żeleźniaka – oddział kawalerii Armii Ukraińskiej Republiki Ludowej.

## Formowanie i zmiany organizacyjne
W wyniku rozmów atamana Symona Petlury z naczelnikiem państwa i zarazem naczelnym wodzem wojsk polskich Józefem Piłsudskim prowadzonych w grudniu 1919, ten ostatni wyraził zgodę na tworzenie ukraińskich jednostek wojskowych w Polsce.
Pułk wywodzi się ze sformowanego z żołnierzy pochodzenia ukraińskiego dywizjonu rosyjskiego 7 Kinburńskiego pułku dragonów. Pod koniec 1917 dywizjon walczył z bolszewikami w obronie Żytomierza. W czerwcu 1918 został przekształcony w 5 Kinburński pułk konny i wszedł w skład 2 Wołyńskiej Dywizji Konnej. Pod koniec czerwca 1919 pułk otrzymał numer 29, a 25 maja (?) z resztek 29. i 30 pułku konnego oraz sotni łączności sztabu dywizji utworzono samodzielny dywizjon kawalerii. 1 lipca dywizjon przeformowano na 1 pułk konny im. Maksyma Żeleźniaka i podporządkowano go dowódcy Samodzielnej Brygady Kawalerii. W jej składzie nosił nr 2 i miano „perejasławski”. 20 listopada dołączyły do niego resztki 1 Łubieńskiego pułku konnego, a 5 grudnia dwie sotnie 1 rezerwowego pułku konnego. 11 grudnia większość 2 Perejasławskiego pułku konnego przeszła na stronę 2 Korpusu Halickiego. W szeregach Armii URL pozostało tylko 8 oficerów i około 60 szeregowych. Utworzyli oni sotnię kawalerii w składzie 2 Wołyńskiej Dywizji Strzelców. W jej składzie sotnia wyruszyła w I pochód zimowy. 29 stycznia 1920 sotnia została przeorganizowana w pułk konny. W maju w jego skład wszedł także samodzielny czarnomorski dywizjon konny płk. Hryhorija Afueraktóry. Pułk ponownie otrzymał imię Maksyma Żeleźniaka.
W październiku Armia URL przeprowadziła mobilizację. W jej wyniku liczebność jej oddziałów znacznie wzrosła. W związku z podpisaniem przez Polskę układu o zawieszeniu broni na froncie przeciwbolszewickim, od 18 października  wojska ukraińskie zmuszone były prowadzić działania zbrojne samodzielnie.

## Żołnierze oddziału
| Dowódcy jednostki        |                         |       |
| Stopień imię i nazwisko  | Okres pełnienia służby  | Uwagi |
| sot. Ołeksa Carenko      | 11 XII 1919 – 20 I 1920 |       |
| por. Mykoła Kochaniw     | 20 I – 12 IV            |       |
| sot. Andrij Hołub        | 12 IV – 5 VII           |       |
| sot. Kostiantyn Smowskyj | 5–26 Vll                |       |
| sot. Rostysław Korczuniw | 26–31 VII               |       |
| sot. Kostiantyn Smowskyj | i 31 VII – 16 X         |       |
| sot. Andrij Hołub        | 16 X – 10 XI            |       |
| sot. August Kuczera      | 10–12 XI                |       |
| sot. Andrij Hołub        | 12 XI 1920 – 12 I 1921  |       |

| Kawalerowie Krzyża Walecznych | Kawalerowie Krzyża Walecznych | Kawalerowie Krzyża Walecznych |
| ----------------------------- | ----------------------------- | ----------------------------- |
| podchorąży Anurow Nykyfir     | podchorąży Dejneka Danyło     | sotnyk Didow Mychajło         |
| szeregowy Dmytrenko [wan      | czatowy Dowhopołyj Jurij      | czatowy Dubowyj Illja         |
| szeregowy Fiłaretiw Wolodymyr | sotnyk Hołub Andrij           | czatowy Kotow Mychajło        |
| czatowy Kucaj Hryhorij        | chorąży Makowij Trochym       | szeregowy Marczuk Stepan      |
| bunczużny Nedaszkiwskyj Iwan  | szeregowy Odajnik Zynowij     | czatowy Petłenko Fedir        |
| chorąży Romanika Juchym       | szeregowy Sirocz Josyp        | rojowy Synycia Iwan           |
| chorąży Szyło Mychajło        | chorąży Tepłyj Hnat           | chorąży Forsiuk Iwan          |
| podchorąży Zińko Illa.        |                               |                               |